# Jonathan Patrick Moore
Jonathan Patrick Moore (1982) is een Australisch acteur.

## Biografie
Moore werd geboren in Australië. Hij leerde het acteren aan de Adelaide Centre for Performing Arts in Adelaide waar hij in 2004 afstudeerde.
Moore begon in 2005 met acteren, onder de naam Jonathan Wood, in de televisieserie McLeod's Daughters, waarna hij nog meerdere rollen speelde in televisieseries en films in zowel Australië als Amerika. Hij speelde in onder nadere in Neighbours (2007-2008), All Saints: Medical Response Unit (2009) en Blindspot (2016-2020).

## Filmografie

### Films
Uitgezonderd korte films.
- 2020 From the Heart - als Jack Burley
- 2016 New Life - als Ben Morton
- 2015 The Right Girl - als Michael Goodley
- 2015 A Kind of Magic - als Colin
- 2014 Back to Christmas - als Nick
- 2014 Christian Mingle - als Paul Wood
- 2012 The Mistle-Tones - als Nick Anderson
- 2012 Savages - als strandjongen
- 2012 Blue-Eyed Butcher - als Billy
- 2011 William and Kate - als Ian Musgrave
- 2009 The Director's Cut - als Mike
- 2006 Elephant Tales - als Zef (stem)

### Televisieseries
Uitgezonderd eenmalige gastrollen.
- 2016-2020 Blindspot - als Oliver Kind - 8 afl.
- 2012 The L.A. Complex - als Connor Lake - 19 afl.
- 2009 All Saints: Medical Response Unit - als Elliott Parker - 9 afl.
- 2007-2008 Neighbours - als Angus Henderson - 49 afl.

- Library of Congress Control Number: n2018023293
- Virtual International Authority File: 2779152503046110800001
- WorldCat: E39PBJqbhvDjXHRWHdKTJMV9jC